# 哈吞乃苏木泡子
哈吞乃苏木泡子(又名联合屯泡子)是位于中国内蒙古自治区兴安盟科尔沁右翼中旗巴彦淖尔苏木和吉林省交界处的一个湖泊。其具体位置约为东经122°08，北纬44°42′。湖面海拔170米，面积约2.6平方公里，为咸水湖。哈吞乃苏木系蒙古语，为庙名。